# Crévéchamps

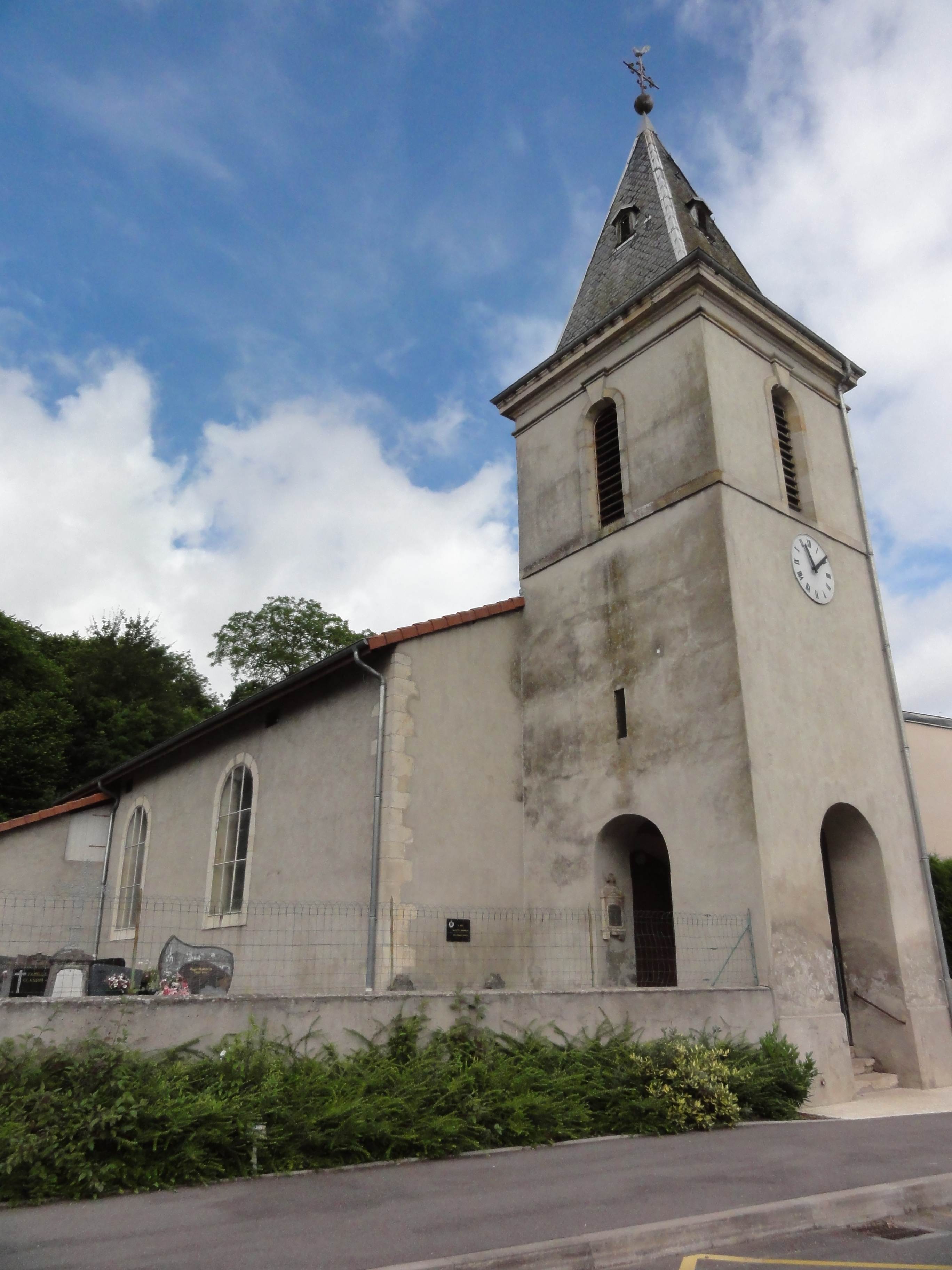
Kościół Wniebowzięcia Najświętszej Maryi Panny (2016)

Crévéchamps – miejscowość i gmina we Francji, w regionie Grand Est, w departamencie Meurthe i Mozela.
Według danych na rok 1990 gminę zamieszkiwało 298 osób, a gęstość zaludnienia wynosiła 61 osób/km² (wśród 2335 gmin Lotaryngii Crévéchamps plasuje się na 752. miejscu pod względem liczby ludności, natomiast pod względem powierzchni na miejscu 1020.).

## Populacja

Populacja Crévéchamps w latach 1962–2008